# Lithophane hesperica
Lithophane hesperica är en fjärilsart som beskrevs av Charles Boursin 1957. Lithophane hesperica ingår i släktet Lithophane och familjen nattflyn. Inga underarter finns listade i Catalogue of Life.